# 베이난향

베이난향의 위치

베이난향(한국어: 비남향, 중국어: 卑南鄉, 병음: Bēinán Xiāng)은 중화민국 타이둥현의 향이다. 넓이는 412.6871km2이고, 인구는 2015년 8월 기준으로 17,575명이다.

## 지리
베이난향은 타이둥현 중부에 위치하고 북쪽은 루예향, 옌핑향와 동쪽은 둥허향과 서쪽은 핑둥현 우타이향과 남쪽은 타이둥시, 타이마리향과 각각 접하며 동쪽은 태평양에 면하고 있다. 화둥 종곡 평원 남부의 중양산맥과 하이안산맥이 교차하는 지점에 위치하고 있다. 총 면적의 약 60%가 산지이며 가운데를 베이난시(卑南溪), 즈번시(知本溪), 리자시(利嘉溪) 등이 흐르고 있다. 주민은 한족이 다수를 차지하고 약35%는 원주민인 푸유마족, 아메이족, 루카이족이 차지하고 있다.

## 역사
베이난향은 옛날에는 푸유마족의 거주지였다. 네덜란드 통치 시대에는 웅동부(雄東部)로 불렸고 네덜란드인은 'Pimala'로 부르고 있었다. 청대에는 한족의 진출이 금지된 번지로, 비남8사(卑南八社)로 불리고 있었다. 베이난(卑南)의 유래는 푸유마어로 '최고의 존칭'을 의미하는 Puyuma를 의미하거나 이 토지의 수장인 Pinara를 나타내고 있다.
일본 통치가 시작되면서 히난청(卑南廳)이 설치되었고 1886년에 다이토 직례주(台東直隸州)로 고쳐졌다. 그 후 히난장(卑南庄)이 설치되어 다이토청 다이토군의 관할이 되었다. 전후에는 타이둥현 베이난향으로 고쳐졌다. 1974년, 현 정부 소재지였던 타이둥진이 타이둥시로 승격할 때, 베이난향 베이난리를 포함한 징화 지구의 10촌이 타이둥시에 편입되어 베이난리가 베이난향에 속하지 않는 사태가 발생했다.

## 교통
- 타이완 철로관리국 타이둥선